# Kříž Milana Rastislava Štefánika
Kříž Milana Rastislava Štefánika (slovensky „Kríž MRŠ“) je slovenské vyznamenání pojmenované podle Milana Rastislava Štefánika. Uděluje ho prezident Slovenské republiky na návrh slovenské vlády. Prezident nemusí návrh respektovat. Vyznamenání se propůjčuje občanům SR, kteří se s nasazením vlastního života zasloužili o obranu Slovenské republiky, o záchranu lidského života nebo záchranu významných materiálních hodnot.
Kříž má tři třídy, nejvyšší je I. třída. Třídy se udělují dle míry zásluh.
- I. třídu vyznamenání tvoří: kříž ražený ze stříbra, pozlacený s průvlečnou stuhou, stužka a rozeta. Kříž má průměr 44 mm. Průvlečná stuha je hedvábná, 40 mm široká, blankytné barva, ve středu s miniaturním pozlaceným sokolem raženým ze stříbra.Stuha je hedvábná, blankytné barvy o délce 18 mm, šířce 10 mm. Ve středu stužky je miniaturní stříbrný pozlacený sokol se šířkou 12 mm a výškou 8 mm. Rozeta má tvar kruhu s průměrem 15 mm, je hedvábná a blankytná. Ve středu rozety je miniaturní stříbrný pozlacený sokol se šířkou 12 mm a výškou 8 mm.

- II. třídu vyznamenání tvoří: kříž ražený ze stříbra s průvlečnou stuhou, stužka a rozeta. Průvlečná stuha je stejná jako u I. třídy, ale ve středu je stříbrný sokol nezlacen.

- III. třídu vyznamenání tvoří: kříž ražený z bronzu s průvlečnou stuhou, stužka a rozeta. Průvlečná stuha je stejná jako u předešlých stupňů – jen sokol je ražený z bronzu.

## Seznam nositelů řádu podle roku udělení
- 2000
  - I. třída
    - Rudolf Tvaroška, poradce ministra obrany

  - III. třída
    - Emil Náter, policista
- 2001
  - II. třída
    - Jozef Juriga – zabránění vykolejení osobního vlaku
- 2002
  - II. třída
    - Alexander Pekaj, železničář – záchrana lidského života

  - III. třída
    - Pplk. Ing. Štefan Kahún, policista – záchrana života a lidí v ohrožení
- 2004
  - II. třída
    - Pavol Vagaský, železničář – zabránění železniční nehody

  - III. třída
    - Npor. Vladimír Bruňo – záchrana lidského života
- 2005
  - III. třída
    - Kpt. Peter Ščigulinský – záchranář při lesní katastrofě
    - Ivan Pjatek - záchranář při lesní katastrofě
    - Ján Straka, účastník SNP, In memoriam
- 2006
  - III. Třída
    - pplk. Juraj Štaudinger - za zásluhy o záchranu lidských životů s nasazením vlastního života
    - npráp. Ivan Sihelský - za zásluhy o záchranu lidských životů s nasazením vlastního života
    - pplk. Ľudovít Kaliský - za zásluhy o záchranu lidských životů s nasazením vlastního života
    - Michal Oravec - za zásluhy o záchranu lidských životů s nasazením vlastního o života
    - genmjr. Ondrej Šedivý - za zásluhy o záchranu lidských životů s nasazením vlastního života
    - genmjr. Teodor Šlajchart - za zásluhy o záchranu lidských životů s nasazením vlastního života
    - genmjr. Oto Wagner - za zásluhy o záchranu lidských životů s nasazením vlastního života
- 2007
  - I. třída
    - Alfréd Wetzler, In memoriam - za účast v protinacistickém odboji s nasazením vlastního života

  - III. třída
    - prap. Bc. Vít Mikulášek, policista – záchrana topícího
    - nstržm. Peter Bahník, policista - záchrana topícího
- 2008
  - I. třída
    - Alexander Korda, In memoriam - za zásluhy o obranu Slovenské republiky s nasazením vlastního života

  - III. třída
    - Milan Antolík – za záchranu lidských životů a značných materiálních hodnot s nasazením vlastního života
    - Gabriela Korytárová - za záchranu lidských životů s nasazením vlastního života
    - Viliam Pačes - za záchranu lidských životů a značných materiálních hodnot s nasazením vlastního života
- 2009
  - II. třída
    - František Uhrík, za záchranu lidských životů s nasazením vlastního života

  - III. třída
    - Róbert Vida – za nasazení vlastního života, který obětoval za záchranu zákonnosti